# تشارلز كولز
تشارلز كولز (بالإنجليزية: Charles Cowles)‏ (ولد في 1941) هو تاجر أعمال فنية وجامع للفن المعاصر أمريكي، . كان كاولز أيضًا أمينًا للفنون الجميلة في متحف سياتل للفنون من عام 1975 حتى عام 1979.
كان كاولز ناشرًا لمجلة "Artforum" من منتصف الستينيات حتى أوائل الثمانينيات. تخرج من جامعة ستانفورد في أوائل الستينيات وأدار المجلة في الأصل عام 1965 من لوس أنجلوس ، كاليفورنيا. بحلول عام 1967 ، نقل Artforum إلى مانهاتن. كانت عائلته مرتبطة أيضًا بالنشر عبر شركة Cowles Media Company.
افتتح معرضه الفني المعاصر في 420 ويست برودواي في سوهو في مانهاتن السفلى في عام 1979 ، حيث أقام أول معرض عام هناك في أبريل 1980. أخيرًا كان معرض تشارلز كاولز يقع في 537 ويست 24 ستريت ، بين الجادة 10 و 11 في تشيلسي في نيو مدينة يورك.[بحاجة لمصدر] وفي يونيو 2009، بعد ثلاثين عامًا من العمل كتاجر فني ، أغلق كاولز معرضه الفني المعاصر وتقاعد.[بحاجة لمصدر]